# Dorymenia
Dorymenia is een geslacht van wormmollusken uit de  familie van de Proneomeniidae.

## Soort
- Dorymenia acuta Heath, 1911
- Dorymenia acutidentata Salvini-Plawen, 1978
- Dorymenia antarctica (Thiele, 1913)
- Dorymenia cristata Salvini-Plawen, 1978
- Dorymenia discoveryi (Nierstrasz, 1908)
- Dorymenia harpagata Salvini-Plawen, 1978
- Dorymenia hesperidesi García-Álvarez, Urgorri & Salvini-Plawen, 2000
- Dorymenia hoffmani Salvini-Plawen, 1978
- Dorymenia interposita Salvini-Plawen, 1978
- Dorymenia longa (Nierstrasz, 1902)
- Dorymenia menchuescribanae García-Álvarez, Urgorri & Salvini-Plawen, 2000
- Dorymenia parvidentata García-Álvarez & Urgorri, 2003
- Dorymenia paucidentata Salvini-Plawen, 1978
- Dorymenia peroneopsis Heath, 1918
- Dorymenia profunda Salvini-Plawen, 1978
- Dorymenia quincarinata (Ponder, 1970)
- Dorymenia sarsii (Koren & Danielssen, 1877)
- Dorymenia singulatidentata Salvini-Plawen, 1978
- Dorymenia tetradoryata Salvini-Plawen, 1978
- Dorymenia tricarinata (Thiele, 1913)
- Dorymenia troncosoi García-Álvarez, Urgorri & Salvini-Plawen, 1998
- Dorymenia usarpi Salvini-Plawen, 1978
- Dorymenia vagans (Kowalevsky & Marion, 1887)
- Dorymenia weberi (Nierstrasz, 1902)